# Boquerón (Chiriquí)
Boquerón es un corregimiento y ciudad cabecera del distrito de Boquerón en la provincia de Chiriquí, República de Panamá. Está ubicada cerca del volcán Barú. La localidad tiene 3.881 habitantes (2010).

## Historia
El corregimiento lo conforman las poblaciones de Boquerón, Boquerón Arriba, Boquerón Viejo, La Meseta, Macano Abajo, Macano Arriba.
Algunos sitios de interés son la Iglesia San Miguel Arcángel, Balneario La Barranca, Balnearios de Río Chirigagua y Río Piedra. En la cabecera se celebran las fiestas del 29 de septiembre (Día de San Miguel Arcángel, Santo Patrono) y 24 de agosto (Fundación del distrito).
Las actividades económicas que se desarrollan en su territorio son la producción lechera, el procesamiento de leche en "Industrias Lácteas, Estrella Azul", cría de ganado de carne, siembra de frijoles, naranjas, maíz, venta de respuestos y equipo pesado y generación de electricidad.
En su territorio pasa el oleoducto de Petroterminal de Panamá.
Por parte de la educación la principal secundaria es la Escuela Secundaria El Macano,[cita requerida] y la escuela primaria principal es la Escuela Bilingüe Antonio Ríos Saavedra.[cita requerida]